# Friedhof Pasing

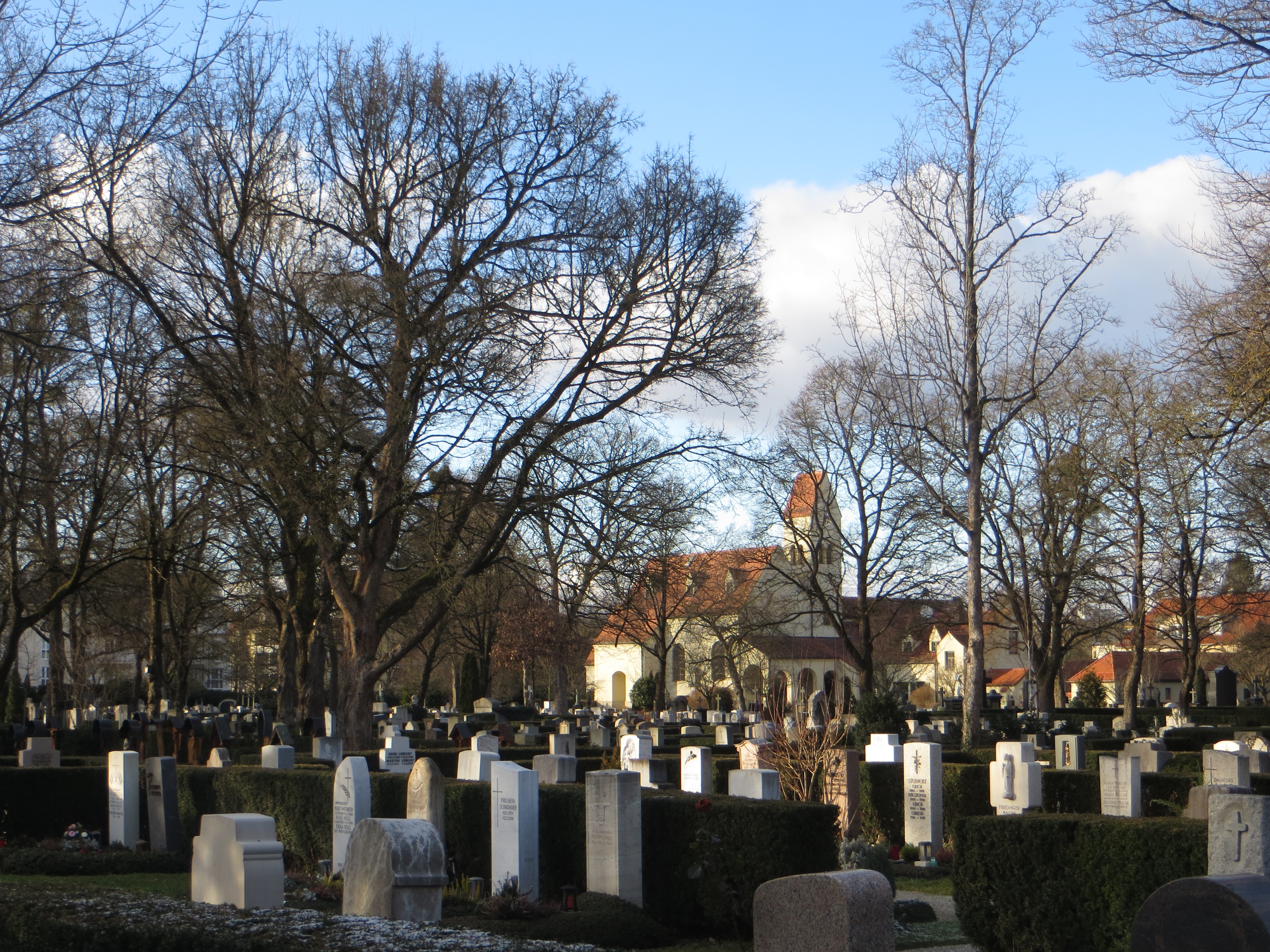
Friedhof Pasing mit der Aussegnungshalle

Der Friedhof Pasing wurde 1903 in der Gemeinde Pasing auf einem rechteckigen Grundstück angelegt. Heute befindet er sich in einem Wohngebiet und wird von der Lampertstraße im Norden, dem Haidelweg im Westen und der Blumenauer Straße im Osten umrahmt. Als Pasing 1938 von München eingemeindet wurde, ging die Zuständigkeit für den Friedhof an die Landeshauptstadt über. Auf dem 7,4 ha großen Friedhofsgelände befinden sich etwa 6500 Gräber.

## Aussegnungshalle
Das städtische Referat für Gesundheit und Umwelt (Abteilung: Städtische Bestattung) erhielt für die Sanierung der Aussegnungshalle des Friedhofs Pasing eine lobende Erwähnung beim Fassadenpreis der Landeshauptstadt München 2006. Im Rahmen der Sanierung wurden die Sandsteinrundsäulen in den Schallöffnungen des Glockenturms saniert, Teilflächen des Daches erneuert, Fenster, Türen und Tore teilerneuert und überarbeitet sowie der historische Fassadenputz saniert.

## Gräber bekannter Persönlichkeiten

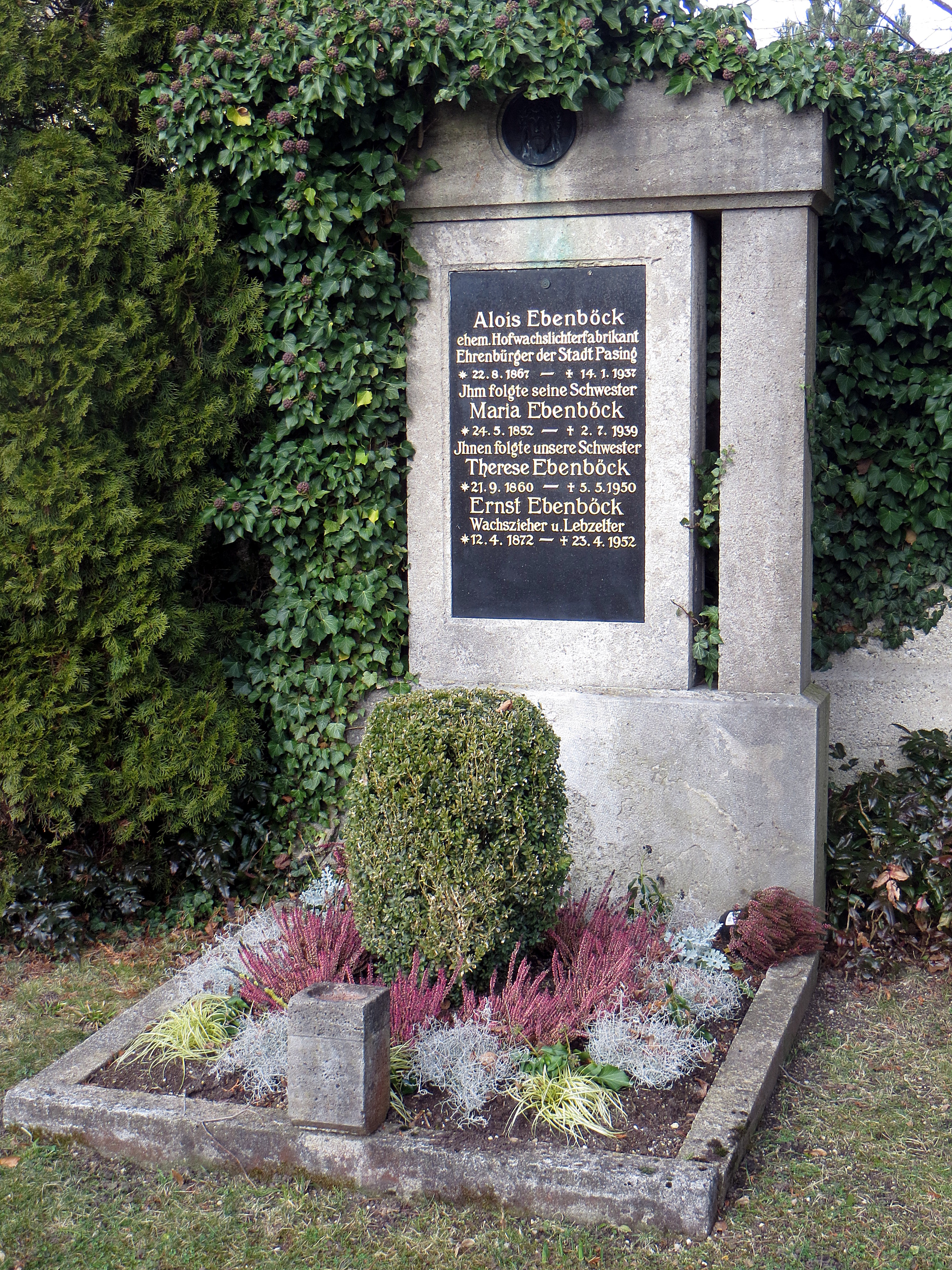
Grab von Alois Ebenböck

- Anna Croissant-Rust (1860–1943), Schriftstellerin
- Alois Ebenböck (1867–1937), Fabrikant (Wachszieherei), Wohltäter und Ehrenbürger der Stadt Pasing, Grab Mauer-N-6/7
- Karl Hromadnik (1857–1918), Fabrikdirektor (Papiermühle) und Ehrenbürger der Stadt Pasing, Grab W-36/39
- Hubert Netzer (1865–1939), Bildhauer und Hochschullehrer
- Hans Osel (1907–1996), Bildhauer
- Heinrich Osel (1863–1919), bayerischer Politiker
- Martin und Valentin Ott (1883–1957 bzw. 1886–1973), Architekten
- Hans Rheinfelder (1898–1971), Romanist
- Carl von Scapinelli (1876–1959), Schriftsteller und Dramaturg, Grab M-W-49
- Josef Schormüller (1903–1974), Lebensmittelchemiker, Sektor 11 (Lage)